# Григорьев, Павел Семёнович
Павел Семёнович Григорьев (1879—1940) — российский и советский дерматовенеролог, профессор (1917), заслуженный деятель науки РСФСР (1935). Основатель саратовской школы дерматовенерологов. Ученик Т. П. Павлова.

## Биография
Родился 16 августа 1879 года Самаре в семье служащего. Окончил Саратовскую гимназию. В 1903 году окончил петербургскую Военно-медицинскую академию. В качестве военного врача принимал участие в русско-японской войне. Затем работал ординатором венерологического отделения Саратовской губернской земской Александровской больницы. После окончания ординатуры с 1915 по 1917 год работал ассистентом кафедры общей патологии и микробиологии Саратовского университета, руководимой А. А. Богомольцем. С 1917 года — заведующий кафедрой кожных и венерических болезней Саратовского университета. 

Григорьев П.С. памятная плита, ул.Провиантская 22, Саратов

С 1936 года — заведующий кафедрой кожных и венерических болезней в 1-м Московском медицинском институте.
Автор более 70 научных работ, преимущественно по экспериментальному сифилису. Ряд его работ посвящён также о множественной идиопатической геморрагической саркоме Капоши и лейкемии кожи. В 1938 году издал учебник по кожным и венерическим болезням. Его учениками и последователями были А. В. Воробьев, Н. С. Эфрон, Г. В. Терентьев, А. С. Зенин, А. Ф. Ухин, З. А. Осипова, Р. Ф. Козлова, Н. С. Храпковская, Л. Н. Машкиллейсон. Профессор Григорьев основал Саратовское дерматологическое общество и Саратовский краевой дерматовенерологический институт.
Урна с прахом захоронена в колумбарии Новодевичьего кладбища.

## Сочинения
- К вопросу о множественной идиопатической геморрагической саркоме кожи Капози, Рус. журн. кож. и вен. бол., т. 22, № 1—3, с. 3, № 4—6, с. 137, 1915;
- К вопросу о лейкемии кожи, Мед. обоэр., т. 87, № 1—2, с. 35, 1917;
- Врожденный сифилис, переданный крольчихой, зараженной через переднюю камеру глаза, Клин. журн. Саратовск. ун-та, т. 6, Jvft 1, с. 5, 1928;
- К вопросу о специфических аортитах при экспериментальном сифилисе кроликов, там же, № 4—5, с. 283 (совм, с Ярышевой К. Г.);
- Руководство по венерическим болезням, М.—Л., 1930;
- Учебник венерических и кожных болезней, М.— Л., 1938.